# 논현포대근린공원

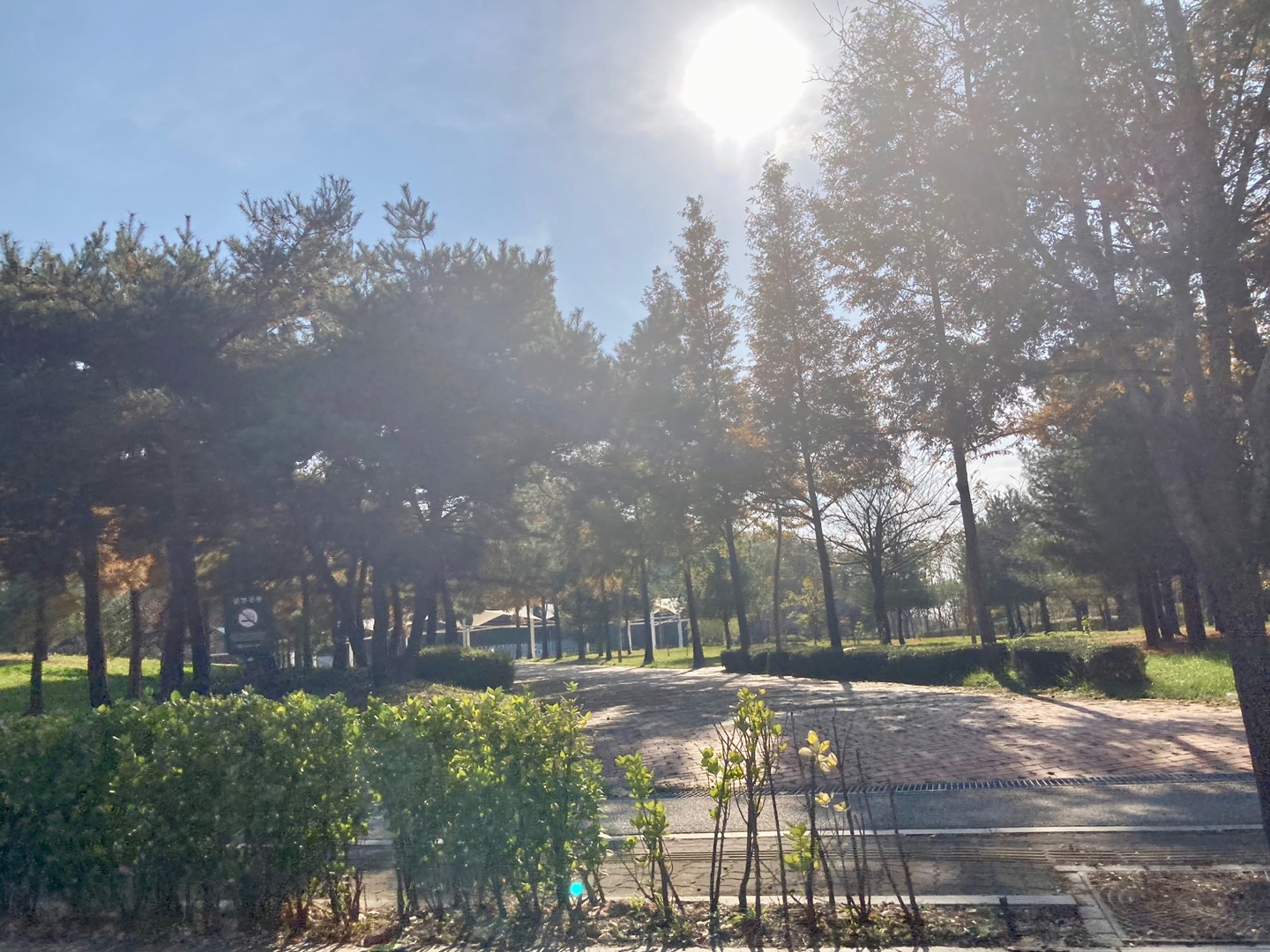
논현포대근린공원

논현포대근린공원은 논현포대(論峴砲臺)에서 유래되어 1879년(고종 16년)에 건립된 조선군 포대의 장소였다. 과거 역사적으로는 장도포대와 함께 인천광역시와 부평 연안의 군사방어시설이다. 역사적 공간의 상징을 지닌 인천광역시 남동구 논현동의 근린공원이다.

## 설명
논현동이 일대 개발과 동시에 내륙화된 지역 특성상 역사적 가치는 살리고, 구민과 시민의 공원 역할로서 현재는 자리(인천광역시 남동구 호구포로 203-31)하고 있다.
위치와 지리적으로도 중요한 자리인 만큼 현재는 근린공원화 하여 시민들에게 무료로 편의를 제공하고 있다. 어린이 놀이터와 산책로가 있으며, 체육시설로는 농구장, 테니스장, 배드민턴장, X-GAME 장이 있고, 문화 시설로 야외공연장이 있다. 겨울철에는 한시적으로 무료 야외 얼음 썰매장을 운영한다.
가까운 역사의 경우 호구포역이 있다.
남동산단(남동인더스파크)의 근로자중 다문화 근로자들이 많은 관계로 남동구에도 논현포대근린공원에 다문화시설을 확충하여 근로환경 개선에 힘쓰는 과정이 있어 현재에는 논현2동과 남동인더스파크의 완충지 역할을 해주고 있다.

## 사진

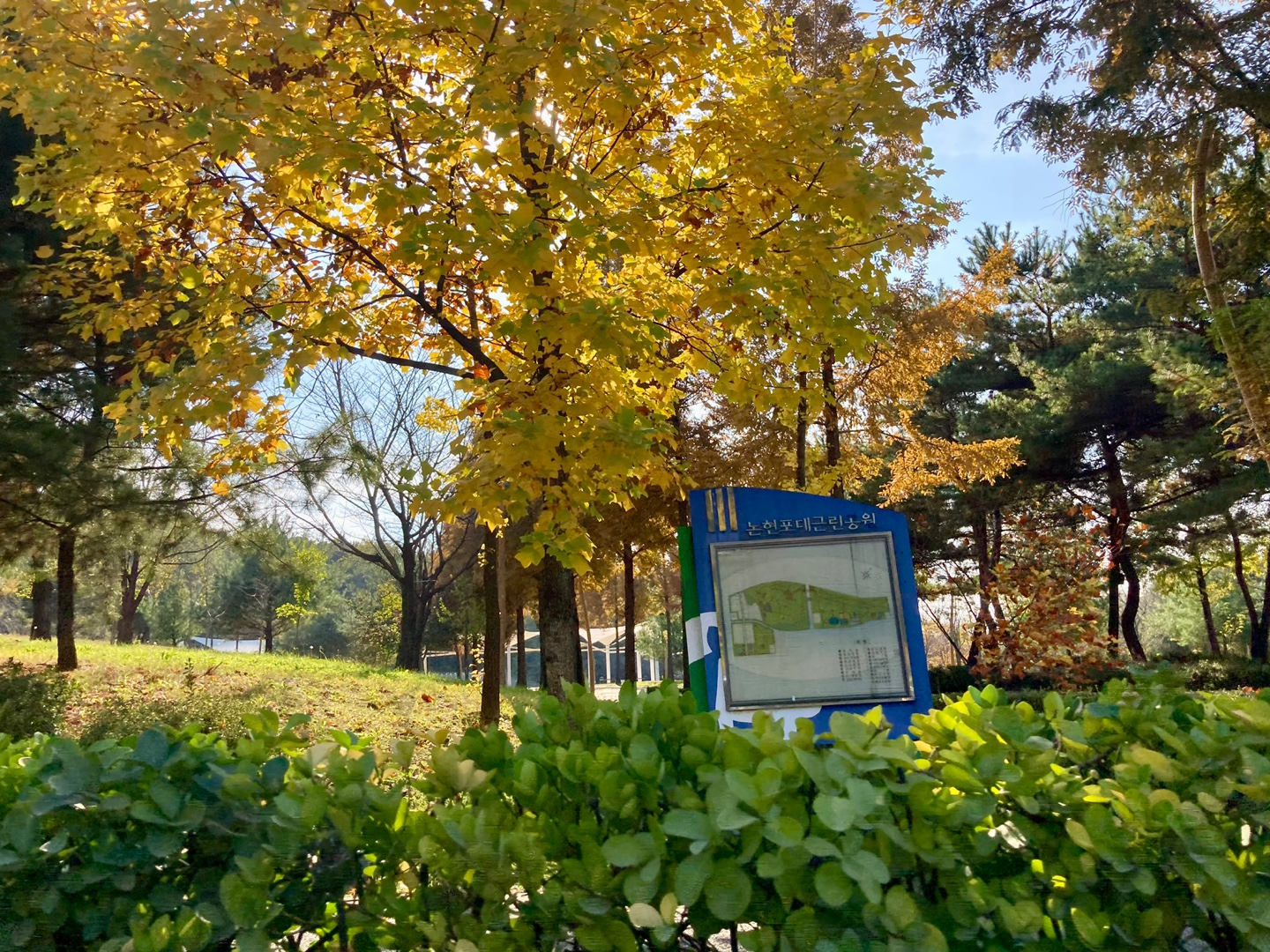
논현포대근린공원 표지판
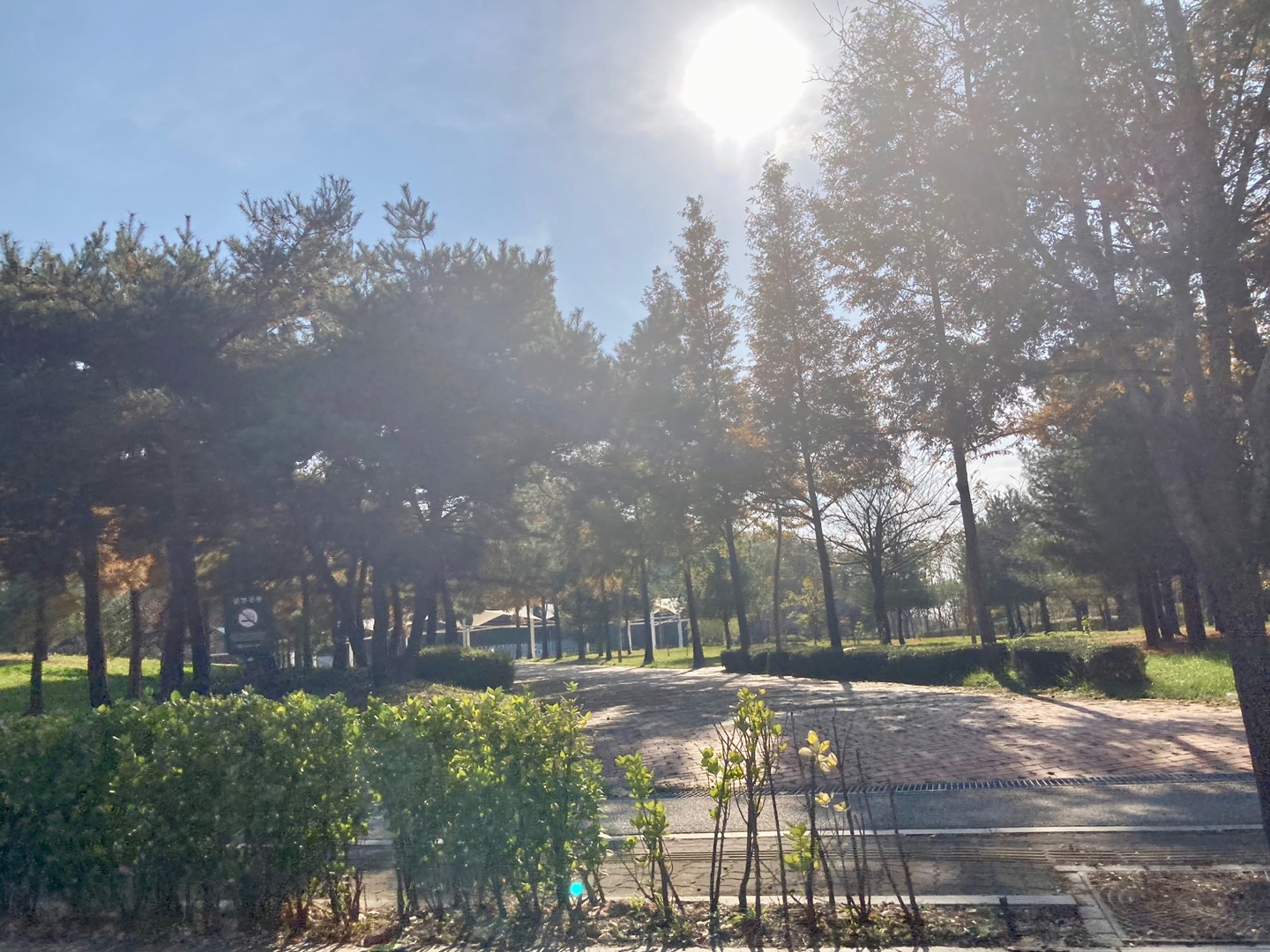
논현포대근린공원
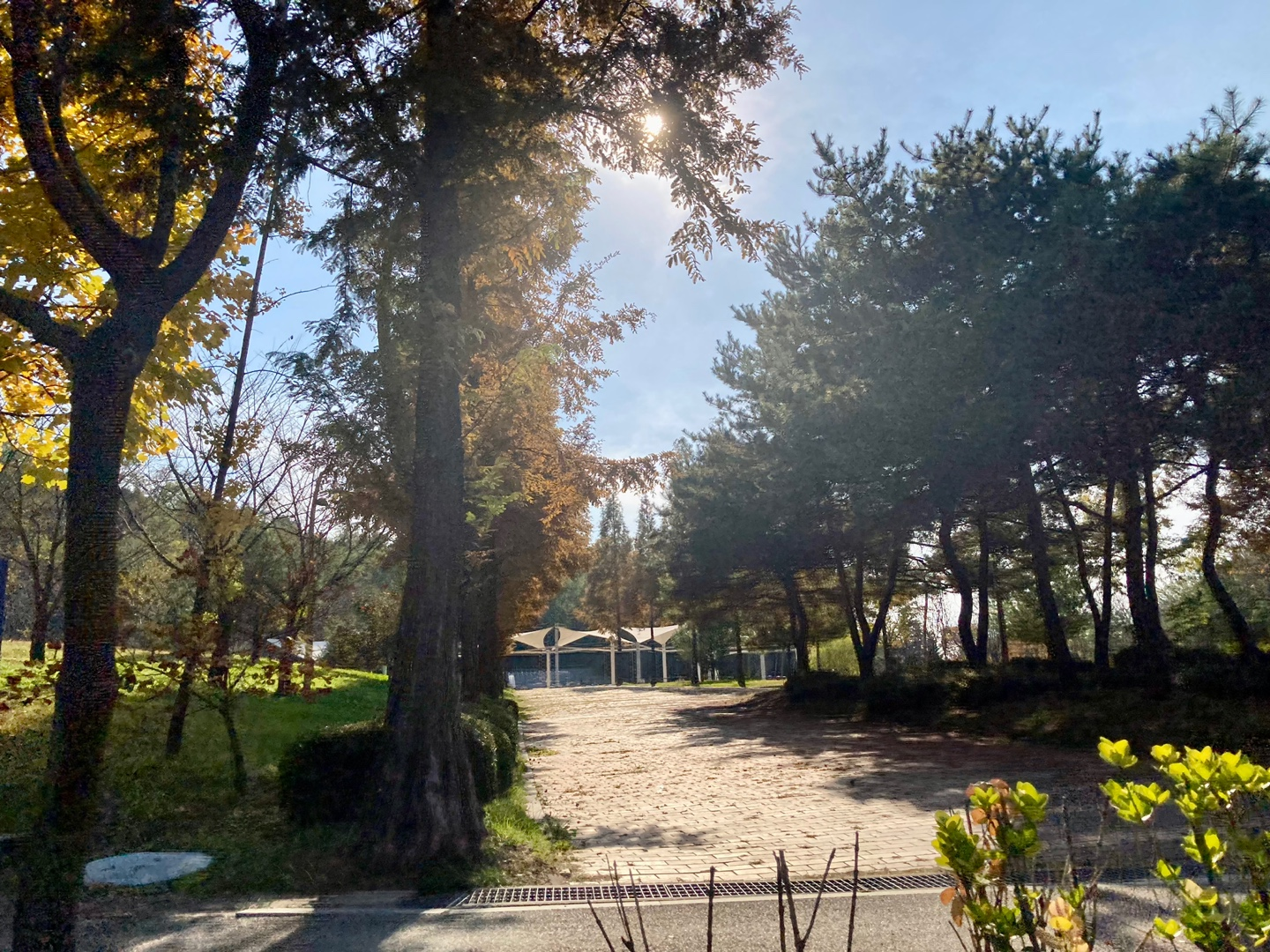
논현포대근린공원 무대

## 같이 보기
- 남동인더스파크
- 장도포대
- 논현고잔동